# 厄普 (加利福尼亞州聖貝納迪諾縣)
厄普（英語：Earp）是位於美國加利福尼亞州聖貝納迪諾縣的一個非建制地區。該地的面積和人口皆未知。

## 地理
厄普的座標為34°09′54″N 114°18′04″W / 34.16500°N 114.30111°W，而該地的平均海拔高度為121米（即397英尺）。